# Жасмин самбак
Жасмин арабский, Жасмин индийский, или Жасмин самбак (лат. Jasminum sambac) — вид растений рода Жасмин, родиной которого является небольшой регион на востоке Гималаев в Бутане и соседних Индии и Пакистане.

## Описание
Арабский Жасмин — это вечнозелёное вьющееся растение или кустарник, достигающий высоты 0,5—3 метра. Вид очень изменчив, возможно, в результате спонтанной мутации, естественной гибридизации и аутополиплоидии. Культивируемый самбак обычно не несет семян, и растение воспроизводится исключительно черенками, наслоением, маркетом и другими методами бесполого размножения.
Листья яйцевидные, от 4 до 12,5 см в длину и от 2 до 7,5 см в ширину. Филлотаксия противоположная или в трёх простых мутовках (не перистых, как и большинство других жасминов). Они гладкие, за исключением нескольких волосков на жилках на основании листа.
Цветки появляются в течение всего года и группами от 3 до 12 вместе на концах ветвей. Они сильно душистые, с белым венчиком от 2 до 3 см в диаметре с 5 до 9 лепестками. Цветки открываются ночью (обычно около 6—8 вечера), а утром закрываются с интервалом от 12 до 20 часов. Плоды бывают ягодами от пурпурного до чёрного цветов и 1 см в диаметре.

## Распространение
Кроме Гималаев, жасмин самбак также культивируется и в других регионах, особенно на обширных территориях Южной и Юго-западной Азии. Арабский жасмин выращивается в ряде стран и регионов: на Маврикии, Мадагаскаре, Мальдивах, в Камбодже, на Яве (Индонезия), Острове Рождества (Австралия), в Центральной Америке, Южной Флориде (США), на Багамах, Кубе, Гаити, Ямайке, Пуэрто-Рико, и Малых Антильских островах.

## Название
Несмотря на то, что жасмин самбак иногда называют арабским жасмином, его родиной является не Ближний Восток, а южная Азия. В отличие от Ближнего Востока, климат здесь более мягкий. В средние века этот вид жасмина был завезён в Европу арабами, которые называли замбагом масло, получаемое из любого вида жасмина. Поначалу в Европе латинизированное слово замбак (sambacus или zambacca) использовали в том же значении, что и арабы. Позже слово самбак стало относиться только к данному виду жасмина.

### Современное название вида на некоторых языках
| Язык       | Название                                                                                           |
| ---------- | -------------------------------------------------------------------------------------------------- |
| Английский | Arabian jasmine(Арабский жасмин), Tuscan jasmine(Тосканский жасмин), Sambac jasmine(Жасмин самбак) |
| Арабский   | فل (Фуль), ياسمين عربي (Ясмин Араби), رازقي (Разги — используется в Ираке)                         |
| Турецкий   | Ful(Фул)                                                                                           |
| Персидский | یاس رازقی(Ясемин самбак)                                                                           |

## Сорта
- «Орлеанская дева» — имеет цветы с одним слоем из пяти или более лепестков овальной формы. Этот сорт наиболее часто упоминается как Sampaguita и pikake. Он также известен как 'Mograw', 'Motiya', или 'Bela'.
- «Красавица Индии» — имеет цветы с одним или двумя слоями удлиненных лепестков.
- «Великий герцог Тосканы» — имеет цветы с удвоенным количеством лепестком. Цветы этого сорта похожи на маленькие белые розы и менее ароматные, чем другие сорта. Этот сорт также известен как «Rose jasmine» и «Butt Mograw». На Филиппинах, он известен как «kampupot».
- «Мали Чат» — напоминает сорт «Красавица из Индии», но лепестки его цветов немного короче лепестков «Красавицы из Индии».
- «Арабские рыцари» — имеет двойной слой лепестков, но меньше по размеру, чем сорт «Великий герцог Тосканы»[4].

## Синонимы
По данным The Plant List:
- Jasminum bicorollatum Noronha
- Jasminum blancoi Hassk.
- Jasminum fragrans Salisb.
- Jasminum heyneanum Wall. ex G.Don
- Jasminum odoratum Noronha
- Jasminum pubescens Buch.-Ham. ex Wall.
- Jasminum quadrifolium Buch.-Ham. ex Wall.
- Jasminum quinqueflorum B.Heyne ex G.Don
- Jasminum quinqueflorum var. pubescens G.Don
- Jasminum sambac var. duplex Voigt
- Jasminum sambac var. gimea (Zuccagni) DC.
- Jasminum sambac var. goaense (Zuccagni) DC.
- Jasminum sambac var. heyneanum (Wall. ex G.Don) C.B.Clarke
- Jasminum sambac var. kerianum Kuntze
- Jasminum sambac var. nemocalyx Kuntze
- Jasminum sambac var. plenum Stokes
- Jasminum sambac var. syringifolium Wall. ex Kuntze
- Jasminum sambac var. trifoliatum Vahl
- Jasminum sambac var. trifoliatum (L.) Sims
- Jasminum sambac var. undulatum (L.) Kuntze
- Jasminum sambac var. verum DC.
- Jasminum sanjurium Buch.-Ham. ex DC.
- Jasminum undulatum (L.) Willd.
- Jasminum zambac Roxb.
- Mogorium gimea Zuccagni
- Mogorium goaense Zuccagni
- Mogorium sambac (L.) Lam.
- Mogorium undulatum (L.) Lam.
- Nyctanthes goa Steud.
- Nyctanthes sambac L.basionym
- Nyctanthes undulata L.